# Mokrá Lúka
Mokrá Lúka (in ungherese Vizesrét, in tedesco Nassewiese) è un comune della Slovacchia facente parte del distretto di Revúca, nella regione di Banská Bystrica.